# Códice de Lorsch

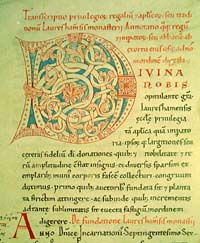
Primera página de código

El Códice de Lorsch (Chronicon Laureshamense, Lorscher Codex, Codex Laureshamensis, en latín) es un importante documento histórico de 460 páginas con más de 3800 entradas escrito entre 1167 y 1190 en la abadía de Lorsch. No se conserva el original, pero hay una copia en el Archivo Estatal de Baviera escrito en minúscula carolingia con una gran "D" mayúscula iluminada inicial en la primera página.

## Literatura
- Codex Laureshamensis. Das Urkundenbuch des ehemaligen Reichsklosters Lorch, Neustadt/Aisch 2003
- Karl Josef Minst: Lorscher Codex deutsch. Urkundenbuch der ehemaligen Fürstabtei Lorsch, 5 Bde., Lorsch 1966/72
- Karl Glöckner: Codex Laureshamensis, Darmstadt 1929-1936, reimpreso en 1963